# 旭阳路站
旭阳路站位于中华人民共和国浙江省温州市乐清市城南街道千帆东路与旭阳路交会处附近，是温州轨道交通S2线的一座中间站。本站于2023年8月26日随S2线的开通而启用。

## 车站结构
本站为路中高架三层侧式车站（两台两线），总建筑面积为11660平方米，设有3个出入口，以及卫生间1处、母婴室1间。

### 车站楼层
| 地上三层 | 侧式站台 | 侧式站台                                 | 侧式站台 | 侧式站台 |
|          | 一站台   | █ S2线 清东路方向（下站：清东路）        |          |          |
|          | 二站台   | █ S2线 东山方向（下站：万岙）            |          |          |
|          | 侧式站台 |                                          |          |          |
| 地上二层 | 站厅     | 售票机、客服中心、商店、警务室、安检设施 |          |          |
| 地面     | 出入口   |                                          |          |          |

### 站台
本站设有两个侧式站台，位于千帆东路的上空。

## 车站特色
本站站厅内整体以浅绛山水为元素，融入乐清八景历史故事与雁荡山景观，用艺术墙格栅为媒介，创作了八幅山水国画小品悬挂于两侧的墙上。

## 公交接驳
- 配套站点：旭阳路现状“四环路口”1对、千帆东路设“旭阳路站”1对[7]。
- 配套线路：7条（微1001路、乐清3路、乐清6路、乐清7路、乐清22路、乐清24路、乐清27路）[7]。